# Paul-Karrer-Vorlesung
Die Paul-Karrer-Vorlesung und Paul-Karrer-Goldmedaille ist eine Ehrung der Universität Zürich für herausragende Leistungen in der Chemie. Sie wird alljährlich oder alle zwei Jahre vergeben seit 1959 und ist nach dem Ordinarius für Organische Chemie an der Universität Zürich und Nobelpreisträger Paul Karrer benannt, der 1959 emeritiert wurde. Der Preis wird durch eine Stiftung getragen, die damals von den Firmen Ciba AG, J. R. Geigy, F. Hoffmann-La Roche & Co. AG, Sandoz AG, Société des Produits Nestlé AG und Dr. A. Wander AG gegründet wurde.
Der Preisträger hält eine Vorlesung an der Universität Zürich und erhält die Medaille. Auf der Medaille prangt ein Porträt Karrers, geschaffen vom Bildhauer Hermann Hubacher.
Bis 2017 waren 13 Nobelpreisträger unter den Vortragenden (Tiselius, Todd, Ochoa, Theorell, Wald, Wittig, Corey, Zewail, Yonath, Suzuki, Hell, Prelog, Grubbs). Davon erhielten 7 die Karrer-Medaille vor dem Nobelpreis und einer (Grubbs) im selben Jahr.

## Preisträger
Mit dem Titel des Vortrags (und bei einigen der Ort der Veröffentlichung des Vortrags).
- 1959: Arthur Stoll, Aus der Chemie der Naturstoffe (Experientia 1960, 16, 85–100)
- 1960: Clemens Schöpf, Die Konstitution der Salamander-Alkaloide (Experientia 1961, 17, 285–295)
- 1961: Arne Tiselius, Einige neue Trennmethoden und ihre Anwendung auf biochemische und organisch-chemische Probleme (Experientia 1961, 17, 433–443)
- 1962: Alexander Robertus Todd, Die Farbstoffe der Blattläuse (Experientia 1962, 18, 433–438)
- 1963: Severo Ochoa, Chemical Basis of Heredity – the Genetic Code (Experientia 1964, 20, 57–68)
- 1964: Edgar Lederer, Über Ursprung und Funktion einiger Methylgruppen in verzweigten Fettsäuren, in Pflanzensterinen und in Chinonen der Vitamin K- und Ubichinon-Gruppe (Experientia 1964, 20, 473–487)
- 1965: Hugo Theorell, Die Alkoholdehydrogenasen – ihre Wirkungsweisen und Komplexverbindungen (Experientia 1965, 21, 553–561)
- 1966: Gerold Schwarzenbach, Die Entwicklung der Valenzlehre und Alfred Werner (Experientia 1966, 22, 633–646)
- 1967: George Wald, The Molecular Basis of Visual Excitation
- 1968: Kurt Mothes, Die Alkaloide im Stoffwechsel der Pflanzen (Experientia 1969, 25, 225–239)
- 1969: Robert Schwyzer, Programmierte Molekeln (Experientia 1970, 26, 577–587)
- 1970: Adolfo Quilico, Advances in Nitrile Oxides Chemistry (Experientia 1970, 26, 1169–1183)
- 1971: Bernhard Witkop, Neue Ziele in der Naturstoffchemie. Der organische Chemiker als Wegbereiter der Biochemie und Medizin (New Directions in the Chemistry of natural Products: The Organic Chemist as a Pathfinder for Biochemistry and Medicine; Experientia 1971, 27, 1121–1138)
- 1972: Georg Wittig, Skurriles um Kohlenwasserstoffe auf meinem Weg von den Diylen zu den Yliden (Eccentricities of Hydrocarbons on my Way from the Diyls to the Ylids; Experientia 1972, 28, 1265–1276)
- 1973: Egbertus Havinga, Vitamine D, Example and Challenge (Experientia 1973, 29, 1181–1193)
- 1974: Vladimir Prelog, Die Chiralität als Grundlage der Stereochemie
- 1976: Otto Isler, Fettlösliche Vitamine und Carotinoide (Progress in the field of fat-soluble vitamins and carotinoids; Experientia 1977, 33, 555–573)
- 1977: Alan R. Battersby, The Discovery of Nature’s Biosynthetic Pathways (Experientia 1978, 34, 1–3)
- 1979: Hans Kuhn, Physikalisch-chemische Modelle als Denkansätze zur Frage der Entstehung lebender Systeme
- 1982: Elias J. Corey, Slow Reacting Substances, Leukotrienes, and Other Eicosanoids
- 1984: Jack E. Baldwin, Stereochemical and Mechanistic Studies on Some Enzymatic Reactions
- 1986: Koji Nakanishi, Studies with Retinal Proteins: Difference FTIR etc.
- 1989: Duilio Arigoni, Zur Biogenese von Naturstoffen
- 1992: Hans Paulsen, Synthese von Glycoprotein-Segmenten zum Studium der Spezifität der Biosynthese von Glycoproteinen
- 1994: Stuart L. Schreiber, A Chemical Approach to Understanding and Controlling Signal Transduction
- 1996: Jacqueline K. Barton, The Chemistry of DNA: Probing Recognition and Reaction with Transition Metal Complexes
- 1998: Ahmed H. Zewail, Chemistry and Biology in the Femtosecond Age
- 2000: Kyriacos C. Nicolaou, Chemistry, Biology and Medicine of Natural and Designed Molecules
- 2002: Dieter Oesterhelt, Die biologischen Funktionen der Vitamin A-Familie
- 2004: Ada Yonath, The Spectacular Ribosomal Architecture: Linking Positional Catalysis to Antibody Synergism
- 2005: Robert H. Grubbs, Division of Chemistry and Chemical Engineering
- 2007: Steven V. Ley,  The medal was given in recognition of Professor Ley’s contributions to chemical synthesis as related to natural and biologically active molecules.
- 2008: Albert Eschenmoser, Naturstoffstrukturen hinterfragen
- 2009: Akira Suzuki, Cross-Coupling Reactions of Organoboron Compounds
- 2011: Michael Grätzel, Molecular Photovoltaics and Mesoscopic Solar Cells
- 2013: Stefan W. Hell, Nanoscopy with focused light
- 2015: Paul Knochel, Polyfunctional Organometallics in Organic Synthesis
- 2017: Herbert Waldmann, How natural products can inspire chemical biology and the medicinal industry
- 2019: Makoto Fujita, Coordination Self-Assembly: From the Origins to the Latest Advances
- 2022: Stephen L. Buchwald, Palladium-Catalyzed Carbon-Heteroatom Bond-Forming Reactions for the Functionalization of Molecules Big and Small
- 2024: Katalin Karikó, Developing mRNA for Therapy[1]